# Odyssey Through O2
Albums de Jean Michel Jarre
Oxygène 7-13
(1997) Metamorphoses
(2000)
Singles
1. Rendez-vous 98
Sortie : 1998

Odyssey Through O2 est un album de remixes de Jean-Michel Jarre, sorti en 1998. Il contient des versions remixées des morceaux de l'album Oxygène 7-13, sorti un an plus tôt, ainsi qu'un remix bonus, Rendez-Vous 98.

## Historique
Après la sortie d’Oxygène 7-13 en 1997 et d'un coffret contenant Oxygène, Jean-Michel Jarre décide de publier un nouvel album contenant exclusivement des « remixes », dans la lignée de Jarremix (1995). Le projet s'intitule initialement Oxygène Odyssey et devait inclure des remixes des titres de Oxygène et Oxygène 7-13. Il est finalement rebaptisé Odyssey Through O2 et ne contient que des titres d’Oxygène 7-13.
Les versions figurant sur ce disque sont réalisées par des artistes comme Apollo 440, Boodjie & Veronica, Claude Monnet, DJ Cam, Hani, Loop Guru, Resistance D, Sash!, Sunday Club, Takkyu Ishino ou encore Tetsuya “TK” Komuro.

## Liste des titres
| No  | Titre                                  | Durée |
| --- | -------------------------------------- | ----- |
| 1.  | Odyssey Ouverture                      | 0:53  |
| 2.  | Oxygene 10 (Transcengenics 1)          | 4:01  |
| 3.  | Oxygene 7 (DJ Cam Remix)               | 4:22  |
| 4.  | Oxygene 8 (Hani's Oxygene 303)         | 4:19  |
| 5.  | Oxygene 8 (Hani's Oxygene 303 Reprise) | 2:31  |
| 6.  | Odyssey Phase 2                        | 0:32  |
| 7.  | Oxygene 10 (Resistance D Treatment)    | 6:43  |
| 8.  | Oxygene 8 (Transmix)                   | 3:42  |
| 9.  | Oxygene 8 (Sunday Club)                | 7:32  |
| 10. | Oxygene 10 (@440 Remix Dub)            | 5:47  |
| 11. | Odyssey Phase 3                        | 0:14  |
| 12. | Oxygene 11 (Remix)                     | 0:55  |
| 13. | Oxygene 12 (Claude Monnet Remix)       | 5:15  |
| 14. | Oxygene 8 (Takkyu Ishino Extended Mix) | 4:21  |
| 15. | Odyssey Finale                         | 1:48  |
| 16. | Rendez-Vous 98 (@440 Remix)            | 7:14  |
| 17. | Oxygene 13 (TK Remix)                  | 5:26  |